# Antonio Mantelli
Antonio Mantelli (1810 – 1856) è stato un politico italiano.

## Biografia
Avvocato, rattaziano, fu Deputato del Regno di Sardegna per tre legislature.